# Hans Rheinwald
Hans Rheinwald (* 17. Januar 1903 in Stuttgart; † 23. Oktober 1968 ebenda) war ein deutscher Agrarwissenschaftler.

## Leben
Rheinwald studierte Landwirtschaft in Hohenheim und Berlin, promovierte 1928 in Hohenheim mit einer Dissertation über württembergische Waldböden und war dann als wissenschaftlicher Assistent am Institut für Pflanzenernährung der Landwirtschaftlichen Hochschule Hohenheim (der heutigen Universität Hohenheim) tätig. Von 1933 bis 1938 arbeitete er an den Preußischen Landwirtschaftlichen Versuchs- und Forschungsanstalten in Landsberg an der Warthe (Gorzów Wielkopolski). Hier entwickelte er aufgrund der Ergebnisse von Bodenuntersuchungen eine neue Form der Wirtschaftsberatung. Viele der dabei gemachten Erfahrungen hat er in seinem Buch „Praktische Düngerlehre für den landwirtschaftlichen Betrieb“ veröffentlicht. 1938 übernahm er die Leitung des Landwirtschaftlichen Untersuchungsamtes und der Versuchsanstalt in Kassel-Harleshausen. 1939 habilitierte er sich in Hohenheim mit einer Untersuchung über klimatische Voraussetzungen für den Zwischenfruchtanbau. Der Zweite Weltkrieg unterbrach seine wissenschaftliche Tätigkeit.
Nach 1945 arbeitete Rheinwald gemeinsam mit Gerhardt Preuschen am Max-Planck-Institut für landwirtschaftliche Arbeitswissenschaft und Landtechnik in Imbshausen bei Northeim den „Wirtschaftsrahmen“ aus, ein Planungsverfahren zur Ermittlung zweckmäßiger Organisationsformen landwirtschaftlicher Betriebe. 1950 wurde er zum Direktor des neu gegründeten Instituts für landwirtschaftliche Beratung an der Landwirtschaftlichen Hochschule Hohenheim ernannt. Hier wirkte er ab 1951 als a. o. Professor, seit 1958 als o. Professor. Ausgehend von seiner Grundidee, dass im Mittelpunkt  jeglicher Beratungstätigkeit der ratsuchende Mensch zu stehen habe, versuchte er neben den Wirtschaftswissenschaften auch Soziologie, Pädagogik und Psychologie für die landwirtschaftliche Beratung nutzbar zu machen. Das von ihm geleitete Institut nahm auf dem Gebiet der landwirtschaftlichen Beratung auch international eine führende Stellung ein. Beachtenswert unter seinen Veröffentlichungen ist der von ihm 1963 in Hohenheim gehaltene Vortrag „Landwirtschaft als geistige Aufgabe“.

## Hauptwerke
- Gründüngung im Zwischenfruchtbau. Verlag Eugen Ulmer Stuttgart 1936 = Schriften über neuzeitlichen Landbau H. 6.
- Praktische Düngerlehre für den landwirtschaftlichen Betrieb. Verlag Paul Parey Berlin 1937, 2. Aufl. 1943, 3. Aufl. 1948.
- Der Wirtschaftsrahmen  (mit Gerhardt Preuschen u. Walter Glasow). Hannover 1946. – 2. völlig neubearbeitete Aufl. Stuttgart 1954.
- Landwirtschaftliche Beratung (mit Gerhardt Preuschen) Deutscher Landwirtschaftsverlag Bonn–München–Berlin 1956.
- Landwirtschaft als geistige Aufgabe. In: Landwirtschaftliche Hochschule Hohenheim. Reden und Abhandlungen Nr. 17, 1964, S. 8–26.